# Герр Маннеліг
Гер Маннеліг (швед. Herr Mannelig) — середньовічна  скандинавська народна балада. Оригінальний текст написаний давньонорвезькою, яка в той час була поширена по всьому скандинавському півострову.
Балада розповідає про жінку-троля, яка закохалася в лицаря Маннеліга і бажала стати людиною та дружиною лицаря (за легендою, троль міг стати людиною, якщо інша людина полюбить його). Але, незважаючи на всі обіцяні тролицею чарівні дари, гер Маннеліг відкинув її кохання, підкреслюючи, що тролиця є поріддям нечистої сили і не охрещена.
В контексті тексту натякається що розмова лицаря і тролиці відбувається зранку після проведеної ними разом ночі.
Балада перекладена на декілька мов (у тому числі: українську, білоруську, польську, англійську, німецьку, італійську, російську).

## Текст
| Оригінал (швед.) Bittida en morgon innan solen upprann Innan foglarna började sjunga Bergatrollet friade till fager ungersven Hon hade en falskeliger tunga Herr Mannelig herr Mannelig trolofven i mig För det jag bjuder så gerna I kunnen väl svara endast ja eller nej Om i viljen eller ej: Eder vill jag gifva de gångare tolf Som gå uti rosendelunde Aldrig har det varit någon sadel uppå dem Ej heller betsel uti munnen Eder vill jag gifva de qvarnarna tolf Som stå mellan Tillö och Ternö Stenarna de äro af rödaste gull Och hjulen silfverbeslagna Eder vill jag gifva ett förgyllande svärd Som klingar utaf femton guldringar Och strida huru I strida vill Stridsplatsen skolen i väl vinna Eder vill jag gifva en skjorta så ny Den bästa I lysten att slita Inte är hon sömnad av nål eller trå Men virkat av silket det hvita Sådana gåfvor toge jag väl emot Om du vore en kristelig qvinna Men nu så är du det värsta bergatroll Af Neckens och djävulens stämma Bergatrollet ut på dörren sprang Hon rister och jämrar sig svåra Hade jag fått den fager ungersven Så hade jag mistat min plåga Herr Mannelig herr Mannelig trolofven i mig För det jag bjuder så gerna I kunnen väl svara endast ja eller nej Om i viljen eller ej | Переклад українською Уранці на світанку палала ще зоря, І пташки щебетали у тиші, Почувся ніжний голос дівчини-троля, Що до лицаря мовив так ніжно: Пан Маннеліг, Пан Маннеліг! Коханим будь моїм! Що бажаєш, візьмеш ти з собою! Дай відповідь мені: будем разом ми, чи ні? Ти скажи-но, пане, так чи ні… Віддам тобі одразу я дванадцять скакунів, Що гуляють у пишному гаї. Ніколи не торкалася людини їх рука, Твої вони, якщо забажаєш! Тобі у подарунок віддам я ті млини, Що стоять поміж Тіло та Терно, Їх жорна мідяні яро красні не мини, Зачарують колеса зі срібла. Тримай же, пане лицарю, цей гострий світлий меч, Його лезо із чистого злата, З ним навік прийде до тебе перемоги честь, Буде в битві тобі він за брата! Для тебе є сорочка, що впору королям, Вона зшита без голки та нитки, Засліпить, наче сонце, заморський дивний шовк, Ти побачиш красу її швидко! Можливо і прийняв би твої собі дари, Як була б ти, діво, хрещена! Але ти просто троль, що вилізла з нори, Недолуга з тебе наречена! Сльозами залилася та діва-горний троль, Та ще довго ридала невтішно: «Чому ж мені дісталась жорстокішая з доль? Не покине ніколи це лихо!» Пан Маннеліг, Пан Маннеліг! Коханим будь моїм! Що бажаєш, візьмеш ти з собою! Дай відповідь мені: будем разом ми, чи ні? Ти скажи-но, пане, так чи ні… |

## Виконавці
Баладу в різний час виконували і переробляли наступні виконавці:
| - In Extremo, - Garmarna, - Haggard (італійською), - Hedningarna, - Psalteria, - Satarial, - Wolfenmond, - Galtagaldr, - Cromdale, - Dunkelschön, | - Lapis Serpentis, - Чур (російською), - Тол Міріам (російською), - Spiritual Seasons, - Annwn, - Litvintroll (білоруською) - Heroes del Silencio (іспанською) - Armonya - Browniez - Corpsepain | - Des Konigs Halunken - Fafnir - MystTerra - Rayneke - Ragnarök - Koda - Sliastorp Congregatio - Irdorath (російською) - Cronica (польською) - F.R.A.M. |

Також балада звучить в комп'ютерній рольовій грі  Gothic (версія гурту In Extremo).